# گولوبوکو ،رادوولجیکا
گولوبوکو (به لاتین: Globoko) یک منطقهٔ مسکونی در اسلوونی است که در Municipality of Radovljica واقع شده‌است. گولوبوکو ۳۱ نفر جمعیت دارد و ۴۰۲ متر بالاتر از سطح دریا واقع شده‌است.